# Pfandherr

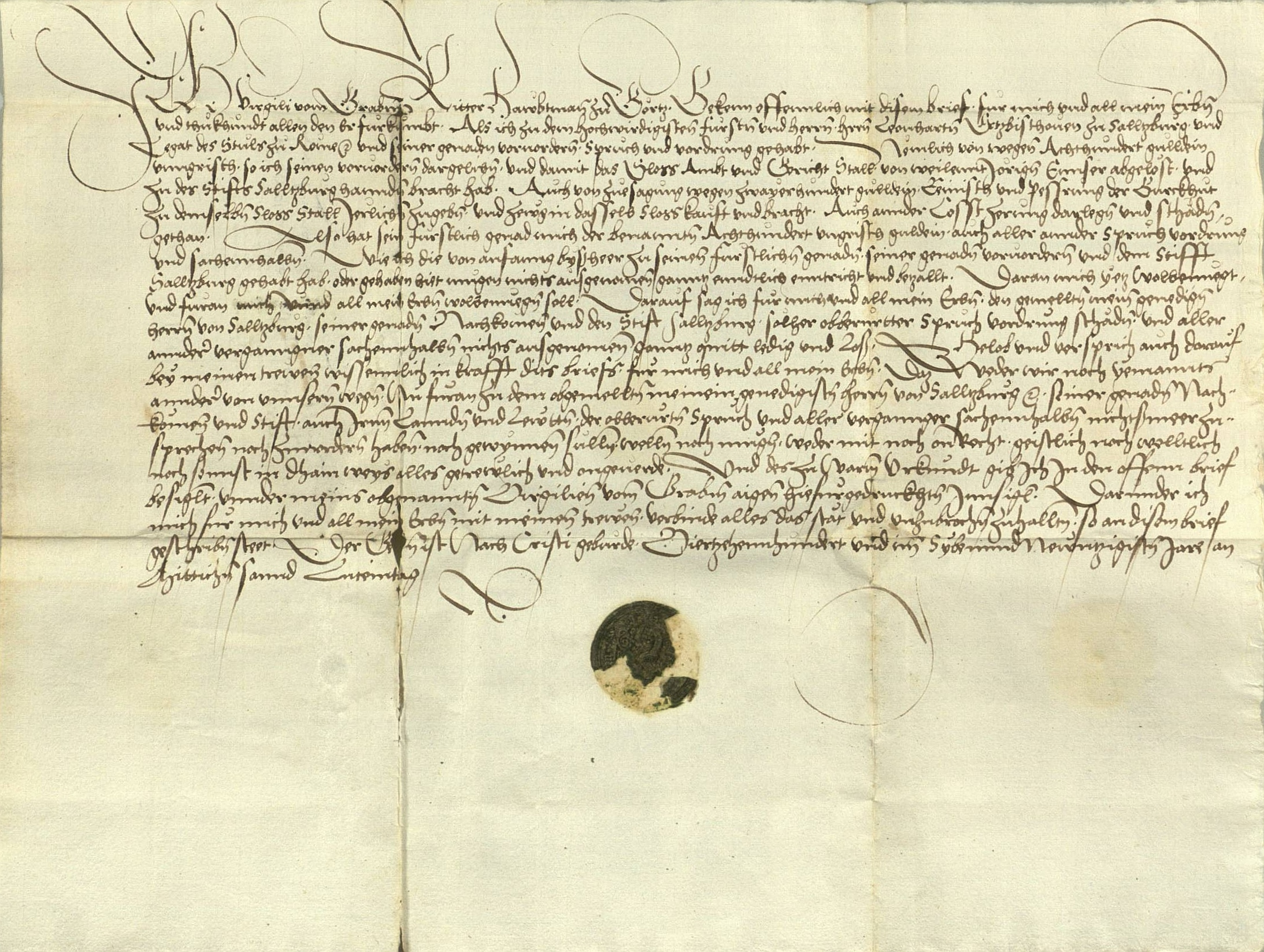
Quittung des Virgil von Graben auf den Salzburger Erzbischof Leonhard von Keutschach, womit er Schloss und Amt zu Stall aus der Pfandschaft abgelöst und über alle anderen Forderungen, die Von Graben an das Erzstift gehabt hat

Ein Pfandherr war ein meist niederadeliger Gläubiger, welcher einem in der Lehenshierarchie höher stehenden Fürsten oder Lehensherrn Geld lieh und als Pfandsicherheit eine im Besitz des Schuldners befindliche, meist (relativ) selbständige Herrschaft (Territorium), eine dann so genannte Pfandherrschaft, zur Nutzung erhielt. Die Nutzung umfasste für gewöhnlich alle dem eigentlichen Besitzer zustehenden Rechte und Einkünfte wie Steuern, Zölle, Waldnutzungs-, Jagd- und Fischereirechte usw. Das Pfand blieb im Besitz des ursprünglichen Eigentümers und konnte durch Kündigung des Pfandvertrags und Rückerstattung des geliehenen Geldes (meist unter Verzinsung) wieder ausgelöst werden. Da der sozial höherstehende Lehensherr oder Fürst wesentlich mächtiger war, kam es auch vor, dass aus Geldmangel nur Teile der Pfandsumme oder die Schuld in Raten beglichen wurde.
Ein anschauliches Praxisbeispiel ist die Pfandherrschaft des Werner von Palant senior, der seinem Herzog Wilhelm IV. von Jülich mit einer riesigen Summe aushalf: 1496 lieh er diesem 10144 Goldgulden. Als Pfand erhielt er das Land von Wassenberg, dessen Drost (=Amtmann) er wurde. In der Urkunde dazu steht: „Außerdem haben wir, Herzog und Herzogin, unseren Bürgermeistern, Schöffen, Geschworenen und allen Einwohnern von Schloss, Stadt und Land Wassenberg befohlen, unseren lieben, getreuen Werner von Palant und seiner Gemahlin Adriane und ihren Erben Treueeid und Huldigung und das Gelöbnis untertänigen und beständigen Gehorsams zu versprechen.“ Denn der Vertrag wurde auf Werner von Palant junior vererbt.